# Coussay-les-Bois
Coussay-les-Bois là một xã, tọa lạc ở tỉnh Vienne trong vùng Nouvelle-Aquitaine, Pháp. Xã này có diện tích 43,32 km², dân số năm 2006 là 819 người. Xã nằm ở khu vực có độ cao trung bình 77 m trên mực nước biển.
Dân địa phương danh xưng tiếng Pháp là Coussayais.

## Biến động dân số
| Năm | 1962 | 1968 | 1975 | 1982 | 1990 | 1999 | 2006 |
| --- | ---- | ---- | ---- | ---- | ---- | ---- | ---- |
| Dân số | 791  | 830  | 752  | 787  | 779  | 803  | 819  |
| From the year 1962 on: No double counting—residents of multiple communes (e.g. students and military personnel) are counted only once. |      |      |      |      |      |      |      |